# Michael Zimmer
Michael Zimmer (* 18. November 1955) ist ein ehemaliger deutscher Fußballspieler, der in der Bundesliga für Tennis Borussia Berlin aktiv war.

## Karriere
Zimmer spielte in der Jugend von Hertha Zehlendorf und die ersten zwei Jahre im Seniorenbereich. Im ersten Jahr der Fußball-Oberliga Berlin belegte er 1974/75 mit Zehlendorf den 2. Rang und hatte auch im DFB-Pokal in den Spielen gegen SB Heidenheim und den FC Schalke 04 teilgenommen. Er wechselte 1975 als Amateur zum Berliner Stadtrivalen Tennis Borussia. Als die „Veilchen“ um Torjäger Norbert Stolzenburg (38 Spiele – 27 Tore) und mit Trainer Helmuth Johannsen in der Saison 1975/76 in der 2. Bundesliga die Meisterschaft und damit den Einzug in die Bundesliga errangen, kam Zimmer zu neun Einsätzen, in denen er ein Tor erzielte. Sein erstes Spiel in der Bundesliga absolvierte er unter Trainer Rudi Gutendorf am 1. Spieltag der Saison 1976/77. Insgesamt wurde er in jener Saison 21 Mal eingesetzt und schoss ein Tor gegen den MSV Duisburg. Es blieb seine einzige Saison in der Bundesliga. Die Stammformation im TeBe-Mittelfeld war überwiegend mit Winfried Berkemeier, Ditmar Jakobs, Lothar Schneider und Jürgen Schulz besetzt gewesen und im Angriff hatte der Schwede Benny Wendt 20 Tore erzielt. Als Tabellenvorletzter stieg Tennis Borussia am Rundenende in die 2. Bundesliga ab.
Die Runde 1977/78 verlief für den BL-Absteiger nicht befriedigend, TeBe belegte den 10. Rang und Zimmer war in 17 Spielen zum Einsatz gekommen. Er wechselte zur Saison 1978/79 zum BFC Preussen in die Oberliga Berlin und erreichte die Vizemeisterschaft.